# 5606 Muramatsu
5606 Muramatsu este un asteroid din centura principală, descoperit pe 1 martie 1993, de Satoru Ōtomo.